# Shiro Misaki
Shiro Misaki var en japansk fotbollsspelare.